# جيرالد فيشمان
جيرالد جاي (جيري) فيشمان (من مواليد 10 فبراير 1943) هو عالم أبحاث فيزيائي أمريكي، متخصص في علم الفلك بأشعة غاما.